# Otfried Seewald
Otfried Seewald (* 6. Oktober 1942 in Berlin) ist ein deutscher Professor für Rechtswissenschaften, insbesondere Sozialrecht, an der Universität Passau.

## Leben
Nach seinem Wehrdienst absolvierte Seewald in Göttingen und Hamburg sein Studium. Seine erste und zweite juristische Staatsprüfung legte er in Hamburg ab. Er promovierte über die Verwaltungswissenschaft. Seine Habilitation erfolgte im Bereich Staatsrecht/Sozialrecht. Noch in Hamburg wurde er zum Professor ernannt. Es folgten Rufe an die Hochschule Lüneburg sowie Universität Würzburg. Vom 1. Februar 1985 bis zum 31. März 2008 hatte er den Lehrstuhl für Staats- und Verwaltungsrecht mit besonderer Berücksichtigung des Sozialrechts, an der Universität Passau inne. Darüber hinaus war er Direktor des dortigen Instituts für Landwirtschaftsrecht. Er ist verheiratet. 
Seewald ist ferner Vorsitzender des Kuratoriums der bayerischen Aids-Stiftung e.V., Mitglied des wissenschaftlichen Beirats der Arbeitsgruppe Organspende e.V. und erster Vorsitzender des Akademischen Musikvereins Passau e.V.